# Parque Baroffio

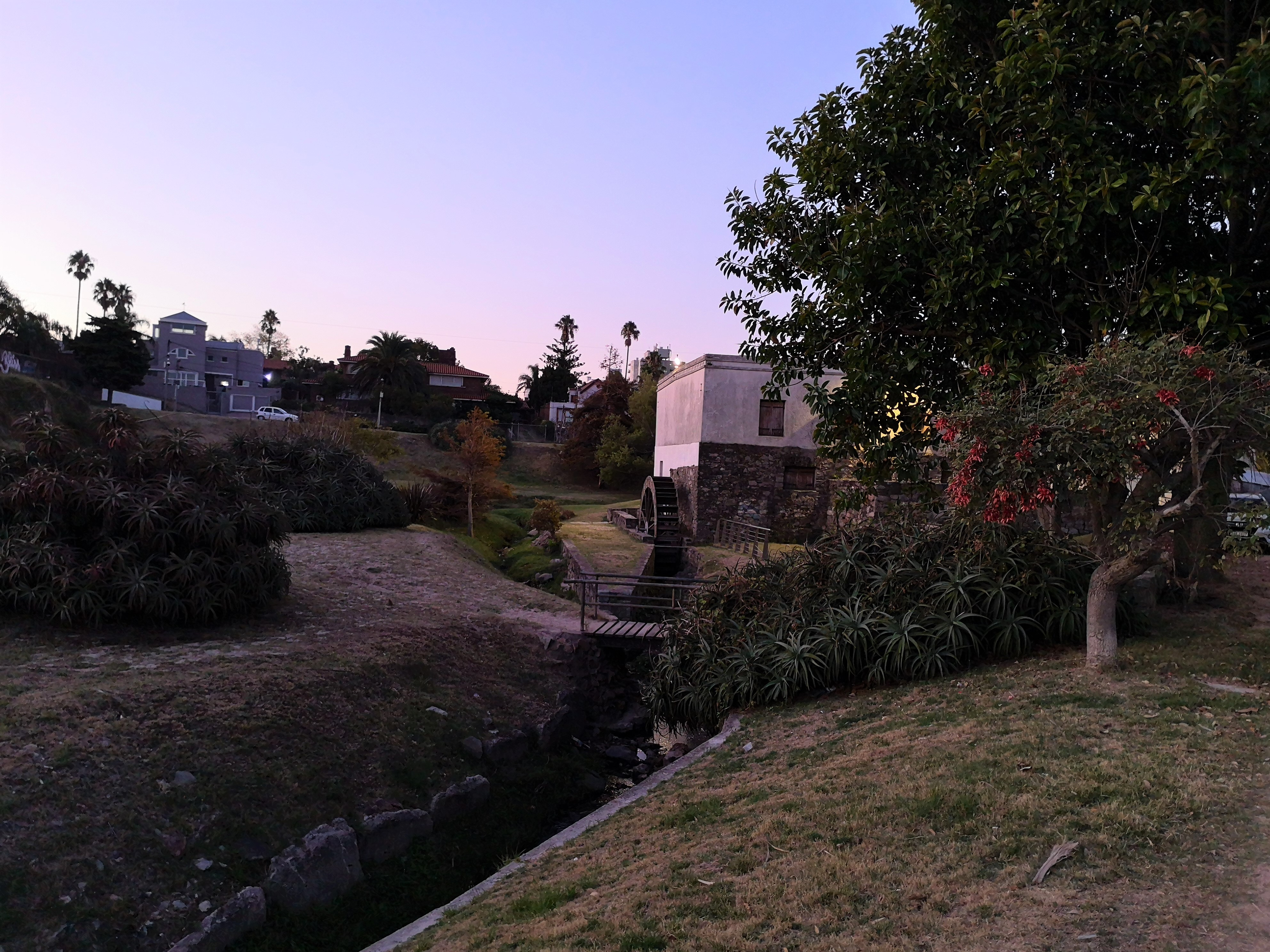
Molino de Pérez en el Parque Baroffio, del Barrio Malvín (Montevideo, Uruguay).

El Parque Baroffio, también conocido como el Parque Molino de Pérez, es un espacio público ubicado en Montevideo, Uruguay. Forma parte del patrimonio del barrio Malvín. Presenta una topografía escarpada, donde se ubica una de las construcciones más antiguas de Montevideo, denominada Molino de Pérez, que data del año 1780 y declarada Patrimonio Histórico de Uruguay en 1975.

## Historia
En sus inicios el parque contaba con un lago artificial, en la base de la barranca.
Dicha barranca, que se muestra como paisaje escenográfico para quien llega desde la rambla, posee en la altura una calle de balasto con algo de provinciano. 
El parque ha estado constituido por el arroyo que mantiene su característica desde hace siglos, sauces llorones y el edificio del molino.

## Ubicación
El Parque Baroffio, está ubicado a pocos metros de la rambla costera, (Juan Veltroni, rambla O'Higgins y Alejandro Gallinal) debajo de las barrancas de Punta Gorda.

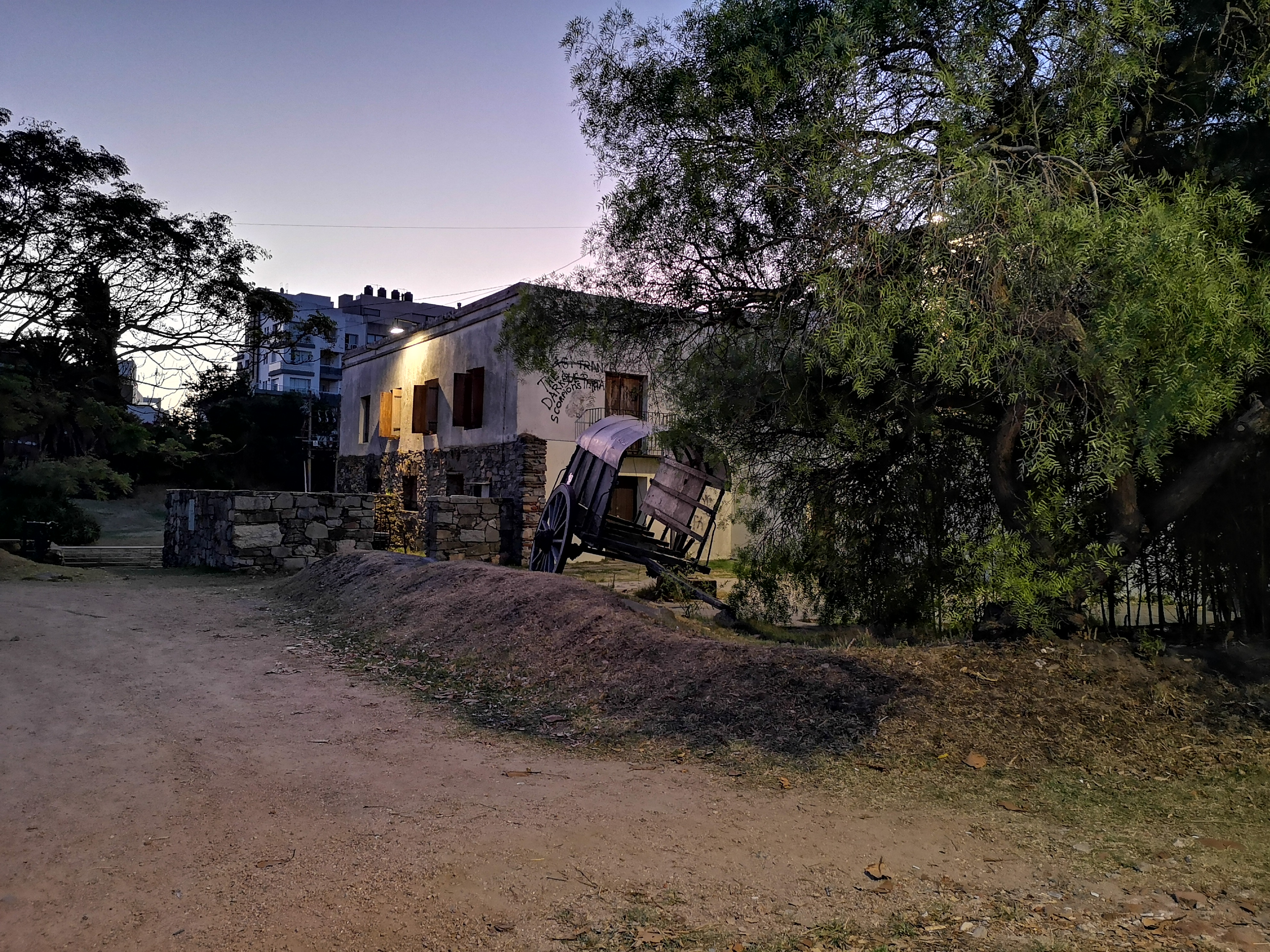
Parque Baroffio en Malvín (Montevideo, Utruguay

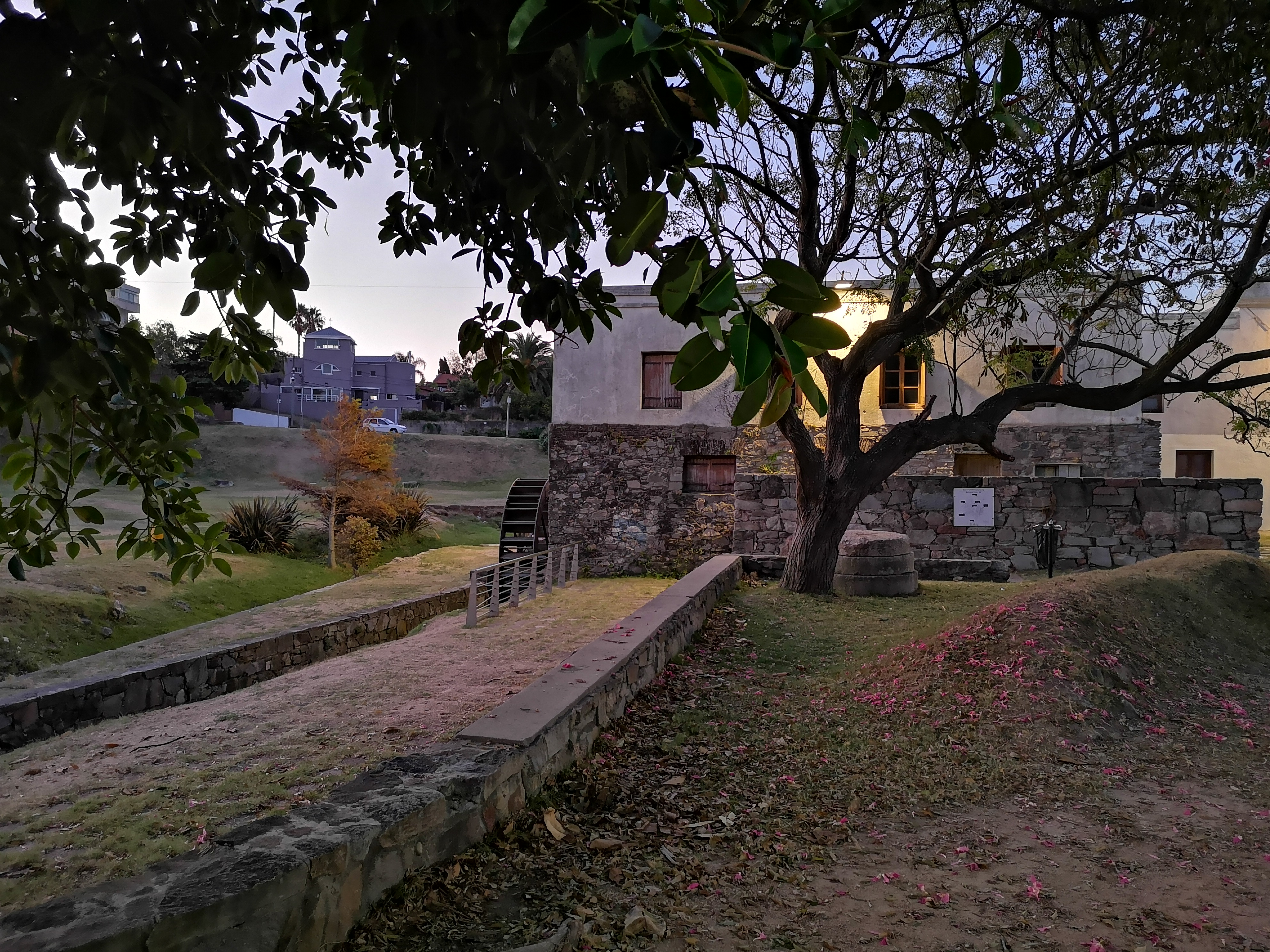
Parque Baroffio en el Barrio Malvín (Montevideo, Uruguay).

Pertenece al Municipio E de la ciudad de Montevideo.

## Características
El parque posee una construcción (molino hidráulico) denominada Molino de Pérez, que data del año 1780.
El Molino de Pérez fue declarado Patrimonio Histórico de Uruguay en 1975. 
Constituía el paraje más alejado de la ciudad dentro de los límites de Montevideo.